# Закарян, Ишхан Сержикович
Ишха́н Се́ржикович Закаря́н (арм. Իշխան Սերժիկի Զաքարյան, 21 октября 1961, село Зовашен, Арташатский район) — армянский государственный деятель.
- 1969—1979 — с золотой медалью окончил Бюраванскую среднюю школу.
- 1979—1984 — исторический факультет Ереванского государственного университата. Награждён медалью «Мовсес Хоренаци», ассоциацией Международного олимпийского комитета награждён высшим орденом «Знак Почёта».
- 1984—1989 — организатор лекций в Ереванском городском управлении общества «Знание».
- 1989—1990 — секретарь Спандарянского райкома комсомола.
- 1990—1993 — заместитель председателя молодёжного союза Армении.
- 1993—1995 — заместитель начальника по делам молодёжи управления по вопросам физической культуры, спорта и молодёжи при правительстве Армении.
- 1995—1999 — был депутатом парламента. Член постоянной комиссии по обороне, национальной безопасности и внутренним делам.
- 1997—2003 — заместитель министра культуры, спорта и по делам молодёжи Армении.
- 2000—2004 — председатель национального Олимпийского комитета Армении.
- 2003—2007 — председатель комитета спорта при правительстве Армении.
- 12 мая 2007 — избран депутатом парламента. Член партии «Процветающая Армения».
- 8 июня 2007 — избран вице-спикером парламента Армении.
- 5 ноября 2007 — избран председателем контрольной палаты Армении.

## Награды
- Медаль «За заслуги перед Отечеством» I степени (29 декабря 2012 года) — за многолетнюю и эффективную работу в системе государственного управления Республики Армения[1].
- Медаль «За заслуги перед Отечеством» II степени (28 декабря 2015 года) — за большой личный вклад в организацию и проведение Панармянских игр[2].
- Медаль Мовсеса Хоренаци.
- Орден Дружбы (6 августа 2024 года, Россия) — за большой вклад в развитие физической культуры и спорта, укрепление мира, дружбы, сотрудничества и взаимопонимания между народами, сближение и взаимообогащение культур России и Армении[3].
- Грамота Содружества Независимых Государств (17 июля 2017 года) — за активную работу по укреплению и развитию Содружества Независимых Государств[4].